# رانس هوارد
رانس هاوارد (بالإنجليزية: Rance Howard) (مواليد 17 نوفمبر 1928 في أوكلاهوما - الوفاة 25 نوفمبر 2017)، هو ممثل أمريكي بدأ مسيرته الفنية سنة 1948، اشتهر بأفلام أبولو 13 وملائكة وشياطين. هو والد الممثل كلينت هوارد والممثل والمخرج رون هاوارد.

## حياته
ولد هارولد رانس بيكنهولد وهو اسمه الأصلي قبل الشهرة في أوكلاهوما سنة 1928، ثم التحق بالقوات الجوية الأمريكية، ثم درس الدراما والفنون المسرحية في جامعة أوكلاهوما. وبدأ حياته الفنية سنة 1948 وغير اسمه حينها إلى اسم الشهرة رانس هاوارد.

## وصلات خارجية
- رانس هوارد على موقع IMDb (الإنجليزية)
- رانس هوارد على موقع تيرنر كلاسيك موفيز (الإنجليزية)
- رانس هوارد على موقع إن إن دي بي (الإنجليزية)
- رانس هوارد على موقع قاعدة بيانات الفيلم (الإنجليزية)